# Mangosta d'Angola
La mangosta d'Angola (Crossarchus ansorgei) és una espècie de mangosta petita que pertany al gènere Crossarchus. Fou anomenada en honor de l'explorador i col·leccionista britànic William John Ansorge.

## Descripció
És un animal que té un cos prim i llarg, un musell puntegut i unes orelles petites i arrodonides.
El seu cos té una longitud que varia entre 30 i 45 centímetres, la seva cua fa entre 15 i 25 centímetres i té un pes entre 450 i 1.350 grams.
El seu pelatge té un color que pot ser de color marró vermellós amb el rostre més brillant, però sense seguir un patró (C. a. ansorgei), o de color negre amb unes ratlles blanques al rostre, que s'estenen des de la boca fins a sota de l'orella (C a. nigricolor).
Les potes tenen cinc dits, amb urpes llargues i fortes i la seva dentadura està formada per tres incisius, una dent canina, tres premolars i dues dents molars, a banda i banda de les dues mandíbules, sumant un total de 36 dents.

## Distribució i hàbitat
Viu a les selves pluvials del centre d'Àfrica, evitant les regions on hi ha assentaments humans. Les dues subespècies viuen en zones de distribució que no s'encavalquen. C. a. ansorgei viu a Angola, on se l'ha vist al nord del riu Cuanza, mentre que C. a. nigricolor, viu a la República Democràtica del Congo, disseminada al sud-oest dels rius Congo i Lualaba.
No se sap gaire d'aquesta espècie de mangosta, així com tampoc no hi ha estimacions de l'abundància de poblacions o del seu estat de conservació.

## Comportament
És molt poca la informació que es té de l'estil de vida de mangosta d'Angola. Tot i així, és de suposar que són carnívors diürns i terrestres, el que es desprèn del fet que cerquen l'aliment en el sòl dels boscos. Se sap que viuen en grups de fins a 20 animals i que no fan servir caus fixos, sinó que deambulen pel seu territori alternant els caus on viuen.

## Dieta
S'alimenten d'invertebrats, com els insectes i les seves larves, però també de petits vertebrats i ous.

## Estat de conservació
Fins al 1984, només es coneixien dos individus de la subespècie del sud, la C. a. ansorgei, de la qual no s'ha trobat cap altre representant. En canvi, la subespècie del nord, la C. a. nigricolor, és relativament comuna. Les amenaces a l'espècie probablement inclouen la destrucció de l'hàbitat i la caça per la seva carn. La UICN classifica l'espècie amb molt poques dades disponible (dades insuficients), però suggereix que la investigació podria concloure que l'espècie no està en perill.

## Subespècies
- Crossarchus ansorgei ansorgei (a Angola)
- Crossarchus ansorgei nigricolor (a la República Democràtica del Congo)